# Cléber Xavier
Cléber Márcio Serpa Xavier (Alegrete, Brasil, 29 de marzo de 1964) es un entrenador de fútbol brasileño. Actualmente está sin club.

## Trayectoria

### Inicios
Nacido en Alegrete, Río Grande del Sur, Xavier sólo jugó en equipos amateurs de su ciudad antes de retirarse debido a lesiones de rodilla. Después de eso, se trasladó a Porto Alegre para estudiar educación física, y comenzó a trabajar en 1988 en la escuela de fútbol del exjugador Bráulio, llamada "Escolinha Garoto de Ouro".

### Etapa con Tite
En 1990, comenzó su carrera en las categorías inferiores del Internacional como preparador físico y entrenador juvenil, tras ser recomendado por Bráulio. Más tarde, entrenó a los equipos juveniles de Bragantino y Grêmio antes de ser ascendido al primer equipo de este último en 2001, como asistente técnico de Tite.
En su primer año de sociedad, ayudó a Tite a analizar a sus rivales en la Copa de Brasil 2001, que el club ganó. También, tuvo su primera experiencia como entrenador el 27 de septiembre de 2001; con el club ya asegurado en el primer puesto de la Copa Mercosur 2001, Tite optó por quedarse en Porto Alegre para preparar un partido contra Santa Cruz, por lo que lideró al equipo en un empate 1-1 como visitante contra la Universidad de Chile.
En junio de 2003, asumió interinamente al frente de Grêmio, llevando al equipo a una victoria en casa por 3-1 sobre Fortaleza. Tras la contratación de Darío Pereyra como entrenador, dejó el club y firmó con Tite para ser su asistente en el São Caetano. En los años siguientes, continuó trabajando como su ayudante de campo en Corinthians (tres temporadas), Atlético Mineiro, Palmeiras, Al-Ain e Internacional.
En agosto de 2010, Tite quedó desempleado y Cléber pasó a ser asistente de Márcio Araújo en Bahía, pero permaneció en el puesto sólo 17 días antes de regresar al cuerpo técnico de Tite en Al-Wahda. En junio de 2016, se unió al grupo de asistentes técnicos de la selección de Brasil, después de que Tite fuera elegido como entrenador del equipo principal. Finalmente, trabajó junto a él en Flamengo antes de anunciar su deseo de convertirse en entrenador en octubre de 2024.

### Santos
El 29 de abril de 2025, fue oficializado como técnico del Santos con un contrato hasta el final de la temporada. El 17 de agosto, el club lo despidió de su cargo tras la derrota por 6-0 ante el Vasco da Gama.

## Estadísticas como entrenador
| Equipo              | Div.                | Temporada           | Liga  | Liga | Liga | Liga | Liga |       | Copa | Copa | Copa | Copa  |   | Internacional | Internacional | Internacional | Internacional | Internacional |   | Otros | Otros | Otros | Otros |   | Totales     | Totales | Totales | Totales | Totales | Totales | Totales | Totales |
| Equipo              | Div.                | Temporada           | Part. | G    | E    | P    | Pos. | Part. | G    | E    | P    | Part. | G | E             | P             | Pos.          | Part.         | G             | E | P     | Part. | G     | E     | P | Rendimiento | GF      | GC      | Dif.    |         |         |         |         |
| ------------------- | ------------------- | ------------------- | ----- | ---- | ---- | ---- | ---- | ----- | ---- | ---- | ---- | ----- | - | ------------- | ------------- | ------------- | ------------- | ------------- | - | ----- | ----- | ----- | ----- | - | ----------- | ------- | ------- | ------- | ------- | ------- | ------- | ------- |
| Grêmio · Brasil     | 1.ª                 | 2001                | -     | -    | -    | -    | -    | -     | -    | -    | -    | 1     | 0 | 1             | 0             | Int.          | -             | -             | - | -     | 1     | 0     | 1     | 0 | 33.33%      | 1       | 1       | +0      |         |         |         |         |
| Grêmio · Brasil     | 1.ª                 | 2003                | 1     | 1    | 0    | 0    | Int. | -     | -    | -    | -    | -     | - | -             | -             | -             | -             | -             | - | -     | 1     | 1     | 0     | 0 | 100%        | 3       | 1       | +2      |         |         |         |         |
| Grêmio · Brasil     | Total               | Total               | 1     | 1    | 0    | 0    | -    | -     | -    | -    | -    | 1     | 0 | 1             | 0             | -             | -             | -             | - | -     | 2     | 1     | 1     | 0 | 66.67%      | 4       | 2       | +2      |         |         |         |         |
| Santos · Brasil     | 1.ª                 | 2025                | 13    | 5    | 2    | 6    | Inc. | 2     | 0    | 2    | 0    | -     | - | -             | -             | -             | -             | -             | - | -     | 15    | 5     | 4     | 6 | 42.22%      | 14      | 21      | -7      |         |         |         |         |
| Santos · Brasil     | Total               | Total               | 13    | 5    | 2    | 6    | -    | 2     | 0    | 2    | 0    | -     | - | -             | -             | -             | -             | -             | - | -     | 15    | 5     | 4     | 6 | 42.22%      | 14      | 21      | -7      |         |         |         |         |
| Total en su carrera | Total en su carrera | Total en su carrera | 14    | 6    | 2    | 6    | -    | 2     | 0    | 2    | 0    | 1     | 0 | 1             | 0             | -             | -             | -             | - | -     | 17    | 6     | 5     | 6 | 45.09%      | 18      | 23      | -5      |         |         |         |         |
| 1. 2.               |                     |                     |       |      |      |      |      |       |      |      |      |       |   |               |               |               |               |               |   |       |       |       |       |   |             |         |         |         |         |         |         |         |

#### Resumen por competencias
| Torneo         | PD | G | E | P | GF | GC | Dif. | Rendimiento | Mejor resultado |
| -------------- | -- | - | - | - | -- | -- | ---- | ----------- | --------------- |
| Brasileirão    | 14 | 6 | 2 | 6 | 16 | 21 | -5   | 47.62%      | 15.º lugar      |
| Copa de Brasil | 2  | 0 | 2 | 0 | 1  | 1  | +0   | 33.33%      | Tercera ronda   |
| Copa Mercosur  | 1  | 0 | 1 | 0 | 1  | 1  | +0   | 33.33%      | Fase de grupos  |
| Total          | 17 | 6 | 5 | 6 | 18 | 23 | -5   | 45.09%      | Sin Títulos     |